# Fossalta di Portogruaro
Fossalta di Portogruaro – miejscowość i gmina we Włoszech, w regionie Wenecja Euganejska, w prowincji Wenecja.
Według danych na rok 2004 gminę zamieszkiwało 5841 osób, 188,4 os./km².